# Bonac (Alta Viena)
Bonac (en francès Bonnac-la-Côte) és un municipi francès situat al departament de l'Alta Viena i a la regió de la Nova Aquitània.

## Demografia
| 1962                                       | 1968 | 1975 | 1982 | 1990 | 1999  | 2006  | 2007  | 2008  |
| ------------------------------------------ | ---- | ---- | ---- | ---- | ----- | ----- | ----- | ----- |
| 793                                        | 829  | 719  | 805  | 998  | 1.166 | 1.374 | 1.427 | 1.481 |
| Des de 1962: població sense dobles comptes |      |      |      |      |       |       |       |       |

## Administració
Llista d'alcaldes
| Période   | Identité            | Etiquette Qualité |
| --------- | ------------------- | ----------------- |
| 1983-2014 | Claude Brunaud      | PS                |
| 1977-1983 | Jean Sénamaud       | PC                |
| 1967-1977 | Alfred Villemonteix | SFIO\PS           |
| 1959-1967 | Emile Moreau        | SFIO              |
| 1953-1959 | Gabriel Régnier     | SFIO              |
| 1945-1953 | Combes              | SFIO              |